# بطولة ألاغواس 2012
بطولة ألاغواس 2012 هو موسم من بطولة ألاغواس ‏. كان عدد الأندية المشاركة فيه 10، وفاز فيه نادي سي آر بي.